# Інша жінка (фільм, 2014)
«Інша жінка» (англ. The Other Woman) — американська романтична кінокомедія режисера Ніка Кассаветіса. У головних ролях Кемерон Діас, Леслі Манн, Кейт Аптон, Ніколай Костер-Валдау, Нікі Мінаж, Тейлор Кінні та Дон Джонсон. Сценаристка фільму Мелісса Стек, продюсер — Нік Кассаветіс.
Автор українського перекладу — Сергій SKA Ковальчук[джерело?].

## Сюжет
Успішна адвокатка Карлі (Діас) — любителька чоловіків, що зустрічається відразу з кількома чоловіками. Одного разу Карлі знайомиться з Марком (Костер-Валдау). Здається, це хлопець її мрії: красиво залицяється, зустрічає з квітами після роботи, призначає романтичні побачення. Так героїня закохується по-справжньому і хоче тривалих відносин, не підозрюючи, що вона для коханого лише скороминуще захоплення.
Зустрічаючи Карлі після роботи, Марк повідомляє їй, що має поїхати в Коннектикут на кілька днів, бо за повідомленням домробітниці в будинку прорвало трубу. Карлі не хоче відпускати Марка, вважаючи, що це непереконлива причина, щоб зриватися і їхати в інший кінець країни. Вона вирушає слідом за бойфрендом. Вбравшись стриптизеркою, з великим вантусом в руці Карлі приходить до будинку Марка. Але двері відкриває не домогосподарка, а дружина — мила і скромна Кейт (Манн). Через деякий час ошукані жінки зближуються. Їм є про що поговорити, адже Марк обом розбив серця. Поступово вони стають близькими подругами.
Одного разу на вечірці Кейт розповідає, що Марк знову з кимось зустрічається і вона хоче з ним розлучитися. Обурені жінки вирішують простежити за оточенням брехуна, черговою жертвою якого стає юна дівчина Ембер (Аптон). Вони вистежують її на пляжі. Карлі в пориві люті намагається накинутися на дівчину, але Кейт її зупиняє. Колишня коханка і дружина розповідають дівчині, ким вони є.
Разом жінки створюють витончений план помсти. Кейт знаходить компромат у паперах чоловіка. Виявляється, Марк не чистий на руку і краде у партнерів. Карлі пропонує знайти крадені гроші і розорити кривдника, застосовуючи свої адвокатські професійні навички. Натхненні месниці укладають союз і приступають до дії. До всього Кейт вирішує посадити чоловіка на гормони, які непомітно підкладає йому в їжу. Марк з жахом виявляє, що перетворюється на транссексуала, що не заважає йому заводити нових коханок. Складніше за всіх доводиться дружині, яка намагається залити почуття алкоголем. А тим часом Карлі знайомиться з її братом і не проти завести роман, щоб остаточно забути Марка.

## У ролях
- Кемерон Діас — Карлі Віттен
- Леслі Манн — Кейт Кінг
- Кейт Аптон — Ембер
- Ніколай Костер-Валдау — Марк Кінг
- Нікі Мінаж — Лідія
- Тейлор Кінні — Філ
- Дон Джонсон — Френк Віттен
- Олівія Калпо — чорноволоса красуня
- Девід Торнтон — Нік